# 810ª Brigata fanteria di marina delle guardie "60º Anniversario dell'URSS"
L'810ª Brigata autonoma fanteria di marina delle guardie "60º Anniversario dell'URSS" (in russo 810-я отдельная гвардейская бригада морской пехоты имени 60-летия образования СССР?, 810-ja otdel'naja gvardejskaja brigada morskoj pechoty imeni 60-letija obrazovanija SSSR, unità militare 13140) è un'unità della Fanteria di marina russa, subordinata alla Flotta del Mar Nero del Distretto militare meridionale e con base a Sebastopoli.

## Storia

### Unione Sovietica
L'unità venne inizialmente costituita come 309º Battaglione fanteria di marina il 30 aprile 1966, a partire dal 1º Battaglione del 336º Reggimento fanteria di marina delle guardie della Flotta del Baltico. Il 15 dicembre 1967 (data celebrata come l'anniversario della fondazione) venne espanso, diventando l'810º Reggimento fanteria di marina, assorbendo una compagnia corazzata proveniente dal 61º Reggimento fanteria di marina della Flotta del Nord.
Nel maggio 1969, con l'aggravarsi del conflitto arabo-israeliano, personale del reggimento venne schierato a protezione del canale di Suez. Nel corso degli anni 70 il reggimento partecipò a numerose esercitazioni navali al largo delle coste dell'Egitto e della Siria. Il 20 novembre 1979, così come gli altri reggimenti della Fanteria di marina, il reggimento fu elevato al rango di brigata, ottenendo l'organizzazione attuale. Nel luglio 1981 un battaglione della brigata prese parte all'esercitazione Zapad-81 nel Mar Baltico. Il 30 dicembre 1982 la brigata è stata intitolata al 60º anniversario della fondazione dell'Unione Sovietica. Nel 1990 è stata inviata a Baku insieme ad altre unità sovietiche per reprimere con la forza il movimento indipendentista della RSS Azera, durante gli scontri noti come gennaio nero.

### Federazione Russa
La brigata è stata ereditata dalla Russia in seguito allo scioglimento dell'Unione Sovietica. Durante il tentativo di colpo di stato dell'agosto 1991 il comando della Flotta del Mar Nero ha sostenuto il Comitato statale per lo stato di emergenza, dispiegando 500 militari della brigata presso l'aeroporto di Sebastopoli per impedire che il presidente Michail Gorbačëv venisse liberato dagli arresti domiciliari nella sua villa presidenziale di Foros. Il 22 febbraio 1992 il personale dell'880º Battaglione della brigata e il suo comandante, il maggiore ucraino Vitalij Rožmanov, hanno giurato fedeltà all'Ucraina, e a partire da questi militari il 1 luglio 1993 è stato costituito il primo nucleo della fanteria di marina ucraina.
Una compagnia da ricognizione della brigata ha preso parte alla seconda guerra cecena a partire dal settembre 1999, durante la quale ha registrato 8 caduti.
Nel 2014 elementi della brigata sono stati impiegati durante l'annessione della Crimea alla Russia, stabilendo posti di blocco presso gli accessi alla penisola a Čonhar e Armjansk. La brigata è intervenuta anche durante la guerra del Donbass, operando in direzione di Mariupol'. Nel 2016 è stata utilizzata per rinforzare il 9º Reggimento fanteria di marina della Milizia Popolare di Doneck.
Un battaglione dell'unità è stato schierato presso la base aerea di Chmejmim fra il 2015 e il 2016 nell'ambito dell'intervento russo nella guerra civile siriana. Per le sue azioni in Siria la brigata è stata insignita dell'Ordine di Žukov il 3 marzo 2016. Nel 2017 diversi ufficiali della brigata sono stati inviati in Siria come consiglieri militari, fra cui il comandante Dmitrij Uskov e il maggiore Sergej Bordov; quest'ultimo è stato ucciso in azione nell'aprile dello stesso anno. Il 29 gennaio 2018 la brigata è stata promossa a unità delle guardie.

#### Guerra russo-ucraina
La brigata è stata impiegata durante l'invasione russa dell'Ucraina del 2022, avanzando nell'Ucraina meridionale. Inizialmente alcuni militari dell'unità si erano rifiutati di combattere contro l'Ucraina. La brigata ha combattuto presso Volnovacha, dove il vice comandante, colonnello Aleksej Berngard, è stato insignito del titolo di Eroe della Federazione Russa, e soprattutto nel corso della battaglia di Mariupol'. Durante gli scontri in città la brigata avrebbe subito gravi perdite, fra cui il 22 marzo il comandante, colonnello Aleksej Šarov, e cinque giorni dopo il suo sostituto, colonnello Vladimir Kryvolapov. Secondo alcune fonti ad aprile sarebbe stata ritirata dalla prima linea, venendo sostituita da due BTG della 40ª e della 336ª Brigata fanteria di marina delle guardie. Altre fonti hanno riferito inoltre che per ripianare le perdite dell'unità sarebbero stati utilizzati marinai della Flotta del Mar Nero, fra i quali anche alcuni sopravvissuti all'affondamento dell'incrociatore Moskva del 14 aprile. Nei mesi successivi sono emerse sempre più perdite annunciate pubblicamente dalle famiglie dei marines russi nel corso dei primi mesi del conflitto. Nonostante queste ricostruzioni, soltanto parzialmente confermate dalle fonti di provenienza russa, la propaganda ha esaltato le operazioni di combattimento della brigata a Mariupol', concentrandosi in particolare sull'azione di comando del capitano Vladislav Golovin, conosciuto con il nome in codice "Struna", ferito in battaglia e protagonista di molti reportage filmati russi dei combattimenti all'interno della città, insieme ai suoi soldati della fanteria di marina. Il 20 settembre 2022 Golovin è stato insignito del titolo di Eroe della Federazione Russa per le sue azioni nella battaglia di Mariupol'.
Secondo lo scrittore francese Sylvain Ferreira, autore di un'opera di storia militare dedicata alla battaglia di Mariupol', la brigata di fanteria di marina non sarebbe stata ritirata dai combattimenti a causa delle pesanti perdite, ma sarebbe invece rimasta al centro degli scontri nell'area urbana fino alla fine della battaglia, insieme ai reparti delle milizie del Donbass e alle unità cecene della Rosgvardija.
Dopo la caduta di Mariupol' nel maggio 2022 la brigata è stata trasferita nella regione di Cherson. A settembre, durante la controffensiva nell'Ucraina meridionale, lo stato maggiore ucraino ha dichiarato che la brigata aveva perso l'85% della propria forza dichiarata dall'inizio della guerra. In seguito al successo dell'operazione ucraina e la conseguente liberazione di Cherson, a novembre la brigata si è ritirata sulla sponda sinistra del Dnepr. Il 17 maggio 2023 il posto comando della brigata è stato colpito da un attacco missilistico ucraino che ha ferito il capo di stato maggiore ed ex comandante ad interim, colonnello Jan Suchanov, il quale è successivamente morto in un ospedale di Mosca.
Dopo essere stata reintegrata con personale mobilitato, nel giugno 2023 è stata trasferita nella regione di Zaporižžja per contrastare la controffensiva estiva ucraina, venendo schierata nell'area di Vasylivka per rinforzare la guarnigione russa che si opponeva all'avanzata della 128ª Brigata d'assalto da montagna. A partire da luglio è stata invece impiegata nel settore di Robotyne, difendendo il villaggio dagli attacchi della 47ª e della 118ª Brigata meccanizzata. In questi scontri il 12 luglio ha perso la vita il comandante del battaglione da ricognizione della brigata, maggiore Vladimir Čepa. Ad agosto una compagnia, dopo aver subito gravi perdite ed essere stata costretta a ripiegare, è stata raggiunta dal comandante del battaglione e dal commissario politico della brigata, i quali hanno aggredito fisicamente i soldati feriti e minacciato di inviare i sopravvissuti ai battaglioni penali "Storm-Z". Il 17 agosto è morto in combattimento il comandante del 538º Battaglione logistico, maggiore Jurij Pavlov. Nella seconda metà del mese, dopo la conquista di Robotyne da parte degli ucraini, le unità russe fra cui l'810ª Brigata sono state ritirate nelle fortificazioni a sud del villaggio. Per ripianare le perdite la brigata è stata rinforzata con il 1441º Reggimento fucilieri motorizzato (unità militare 95382), formato con personale mobilitato. In seguito si è scontrata con la 65ª Brigata meccanizzata ucraina in direzione di Kopani, venendo respinta. Dopo aver subito pesanti perdite nel corso della prima metà di settembre è stata ritirata a Tokmak, venendo sostituita da reparti del VDV. In concomitanza con questi combattimenti la brigata è stata insignita dell'Ordine di Ušakov. Secondo Kyrylo Budanov e l'Institute for the Study of War entro la fine di settembre la brigata era stata sostanzialmente distrutta, ed è stata quindi ricostituita per la terza volta.
A partire da ottobre l'unità, ora di stanza nella regione di Cherson, si è scontrata con il 137º Battaglione della 35ª Brigata fanteria di marina ucraina che sbarcando nel villaggio di Krynky ha conquistato una testa di ponte sulla sponda meridionale del Dnepr. Sempre ad ottobre il comandante della brigata, colonnello Oleg Vlasov, è stato insignito del titolo di Eroe della Russia. Nel corso dei due mesi successivi la brigata ha subito gravi perdite nel tentativo di riconquistare le posizioni nemiche. Il 19 novembre un edificio del villaggio di Kumačove, nella regione di Donec'k, dove si stava tenendo una cerimonia di premiazione dei militari della brigata, è stato colpito dai sistemi HIMARS ucraini; l'attacco ha causato 23 morti e 80 feriti. Il 23 dicembre l'unità ha ammesso apertamente di aver impiegato armi chimiche contro le forze ucraine a Krynky, violando quindi la Convenzione sulle armi chimiche. All'inizio del 2024 la brigata ha ricevuto i vecchi carri armati T-55 in sostituzione dei più moderni T-80BV persi nei mesi precedenti. A giugno è stata rischierata nell'oblast' di Charkiv per compensare le perdite subite dalle unità russe impegnate dall'inizio di maggio nella rinnovata offensiva nella regione.
All'inizio di agosto 2024 la brigata, ricostituita per la quarta volta, è stata trasferita nell'oblast' di Kursk per contrastare l'offensiva ucraina in territorio russo. Il 1º e il 2º Battaglione sono stati schierati a difesa di Korenevo, il 3º e il 5º a sud di L'gov e il 382º presso Martynovka, a est della cittadina di Sudža. La brigata sarebbe inoltre rinforzata da un battaglione di ex membri del Gruppo Wagner. Nella notte del 9 agosto un convoglio che trasportava militari dell'810ª Brigata e del 22º Reggimento della 72ª Divisione è stato attaccato dai sistemi HIMARS ucraini mentre transitava dal villaggio di Oktjabr'skoe, subendo perdite stimate fra i 100 e 300 morti. L'11 agosto due contrattacchi di elementi della brigata hanno liberato l'insediamento di Martynovka, riconquistato dalla 22ª Brigata meccanizzata il giorno successivo. Nei giorni seguenti 1º Battaglione, impiegato a nord di Korenovo, ha subito diverse perdite quando il 225º Battaglione d'assalto ne ha sconfitto una compagnia e fatto prigioniero il comandante. Intorno al 20 agosto il 2º e il 3º Battaglione della brigata hanno tentato un contrattacco nei pressi del villaggio di Kaučuk, venendo respinti con perdite e subendo l'accerchiamento di alcuni reparti. Il 5º Battaglione si è invece scontrato con elementi della 36ª Brigata fanteria di marina ucraina sulla sponda meridionale del fiume Sejm, rischiando di essere isolato a sud di Gluškovo insieme a parte della 155ª Brigata fanteria di marina e della 200ª Brigata fucilieri motorizzata. All'inizio di settembre è stato ucciso in combattimento il vice comandante della brigata, maggiore Ivan Mokrousov, responsabile della guerra elettronica dell'unità. Il 10 settembre i battaglioni della brigata schierati nell'area di Korenevo hanno contrattaccato con successo, respingendo elementi della 22ª Brigata verso Ol'govka. Il 24 settembre è stato ucciso in azione un alto ufficiale della brigata, colonnello Aleksej Zacharov.
Alla fine di settembre il comandante della brigata Oleg Vlasov, promosso maggior generale, ne ha annunciato la prevista riorganizzazione in divisione durante un incontro con il presidente russo Vladimir Putin. Nella prima metà di ottobre elementi della brigata presenti nell'area a sud di Sudža hanno lanciato diversi assalti in direzione del villaggio di Plechovo, venendo respinti dalla 129ª Brigata di difesa territoriale. Intorno al 15 ottobre ha nuovamente contrattaccato le posizioni ucraine a sud di Sudža, scontrandosi con la 61ª Brigata meccanizzata ed elementi della 17ª Brigata corazzata e venendo respinta con diverse perdite. Durante la seconda settimana di novembre la brigata ha lanciato nuovi attacchi contro il saliente ucraino nell'oblast' di Kursk insieme alla 155ª Brigata fanteria di marina e a due reggimenti della 106ª Divisione aviotrasportata delle guardie; i reparti russi sono stati respinti da elementi della 95ª Brigata d'assalto aereo, 47ª Brigata meccanizzata e 17ª Brigata meccanizzata pesante, perdendo uomini e veicoli da combattimento pari a tre battaglioni. In particolare l'810ª Brigata ha subito pesanti perdite durante i combattimenti contro la 95ª Brigata ucraina nell'area del villaggio di Pogrebki. Il 25 dicembre un attacco HIMARS ucraino ha colpito il posto di comando della brigata a L'gov, uccidendo numerosi ufficiali fra cui il vice comandante, tenente colonnello Salim Paštov. Alla fine di dicembre la brigata, dopo aver perso l'equivalente di due battaglioni in direzione di Pogrebki, è stata ritirata dal fronte per venire ricostituita, venendo sostituita in prima linea dalla 34ª Brigata fucilieri motorizzata; contestualmente i piani per l'espansione dell'unità al rango di divisione sono quindi stati scartati.
Nel giugno 2025 la brigata è tornata operativa al fronte, prendendo parte all'offensiva russa nell'oblast' di Sumy conseguente alla riconquista della regione di Kursk; dopo l'occupazione di alcuni insediamenti oltre il confine, alla fine del mese l'operazione è stata fermata dai contrattacchi dalle forze ucraine, che hanno eliminato un plotone della brigata presso Myropillja e ripreso il controllo del villaggio di Andriïvka.

## Struttura
- Comando di brigata[77]
- 1º Battaglione fanteria di marina
- 2º Battaglione fanteria di marina
- 3º Battaglione fanteria di marina
- 4º Battaglione fanteria di marina
- 5º Battaglione fanteria di marina
- 382º Battaglione fanteria di marina (unità militare 45765)
- Gruppo d'artiglieria
  - 646º Battaglione artiglieria semovente (2S9 Nona-S)
  - Batteria artiglieria lanciarazzi
  - Batteria artiglieria controcarri
- 547º Battaglione artiglieria missilistica contraerei
- 538º Battaglione logistico
- Battaglione ricognizione
- Compagnia genio
- Compagnia comunicazioni
- Compagnia manutenzione
- Compagnia cecchini
- Compagnia medica

## Comandanti
- Colonnello Ivan Sysoljatin (1966 - 1971)
- Colonnello Lev Zajcev (1971 - 1974)
- Tenente colonnello Valentin Jakovlev (1974 - 1978)
- Colonnello Vladimir Rublëv (1978 - 1984)
- Tenente colonnello Anatolij Kovtunenko (1984 - 1987)

- Colonnello Anatolij Domnenko (1987 - 1989)
- Colonnello Anatolij Kočeškov (1989 - 1993)
- Colonnello Aleksandr Smoljak (1993 - 1998)
- Colonnello Oleg Rosljakov (1998 - 2003)
- Colonnello Dmitrij Kraev (2003 - 2006)
- Colonnello Eduard Živaev (2006 - 2010)
- Colonnello Vladimir Beljavskij (2010 - 2014)
- Colonnello Oleg Cokov (2014 - 2015)
- Colonnello Dmitrij Uskov (2015 - 2019)
- Colonnello Sergej Kens (2019 - 2021)
- Colonnello Jan Suchanov (2021) ad interim
- Colonnello Aleksej Šarov (2021 - marzo 2022) †[13]
- Colonnello Vladimir Kryvolapov (marzo 2022) †[14]
- Colonnello Aleksej Berngard (marzo 2022 - 2023)
- Maggior generale Oleg Vlasov (2023 - aprile 2025)[40]
- Colonnello Anton Olejnikov (aprile 2025 - in carica)[78]